# Länsväg Z 500
Länsväg Z 500 är en övrig länsväg i Härjedalens kommun i Jämtlands län som går mellan småorten Glissjöberg (Riksväg 84) och byn Mosätt i Svegs distrikt (Svegs socken). Vägen är 3,6 kilometer lång och asfalterad.
Vägen ansluter till:
- Riksväg 84 (vid Glissjöberg)